# Хаузер, Миска
Миска (Микса, Михаил) Хаузер (Гаузер) (нем. Miska (Michael) Hauser; 1822—1887) — австрийский композитор и скрипач-виртуоз.

## Биография
Миска Хаузер родился в 1822 году в городе Пресбурге (ныне Братислава) в семье скрипача, который был дружен с Людвигом ван Бетховеном и привил сыну интерес и любовь к музыке. Учился игре на скрипке в Венской консерватории у Йозефа Бёма, Йозефа Майзедера, а композицию изучал под началом Конрадина Крейцера и Симона Зехтера.
В 1839 году, по окончании учёбы, Хаузер предпринял артистическое турне и с большим успехом гастролировал в Берлине, Париже, Риме и других крупных городах Европы. Летом 1847 года он вернулся в родной город, чтобы продолжить учебу и за это время дал несколько концертов с пианистом Антоном Рубинштейном. В 1850 году он отправился с гастролями в Англию и оттуда в США, в 1853 году выступал в Калифорнии и Южной Америке, а 15 сентября 1854 года отправился в Австралию, где выступил во многих крупнейших городах континента.
В начале 1870-х с большим успехом выступил при итальянском дворе, его концерт так понравился королю Виктору Эммануилу II, что то пожаловал музыканту орден Святых Маврикия и Лазаря. В 1861-1864 гг. М. Хаузер выступал в Париже и Берлине; в 1874 году он дал свой последний публичный концерт в городе Кёльне.
Хаузер написал много небольших музыкальных произведений для скрипки, отличающихся мелодичностью и значительной технической трудностью. Свои артистические путешествия  описал в книге «Wanderbuch eines oester. Virtuosen» (2 t., 1858—59).
Микса Хаузер умер 8 декабря 1887 года в городе Вене и был похоронен на Центральном кладбище австрийской столицы.